# Graficidad cuántica
La graficidad cuántica (quantum graphity) es una teoría cuántica de la gravedad propuesta por Fotini Markopoulou. Se basa en la idea de que a pequeñas escalas y altas energías (las condiciones del Big Bang), el espacio-tiempo no existe. En su lugar, todo lo que hay es una red abstracta de vértices y aristas que forma un grafo. Es en realidad un modelo de grafos aleatorios (más bien hipergrafos) del espacio-tiempo, en el que los puntos en el espacio o los eventos en el espacio-tiempo son representados por nodos. El número de enlaces más pequeño necesario para ir de un nodo a otro del grafo puede ser interpretado como una medida de la distancia entre ellos en el espacio.

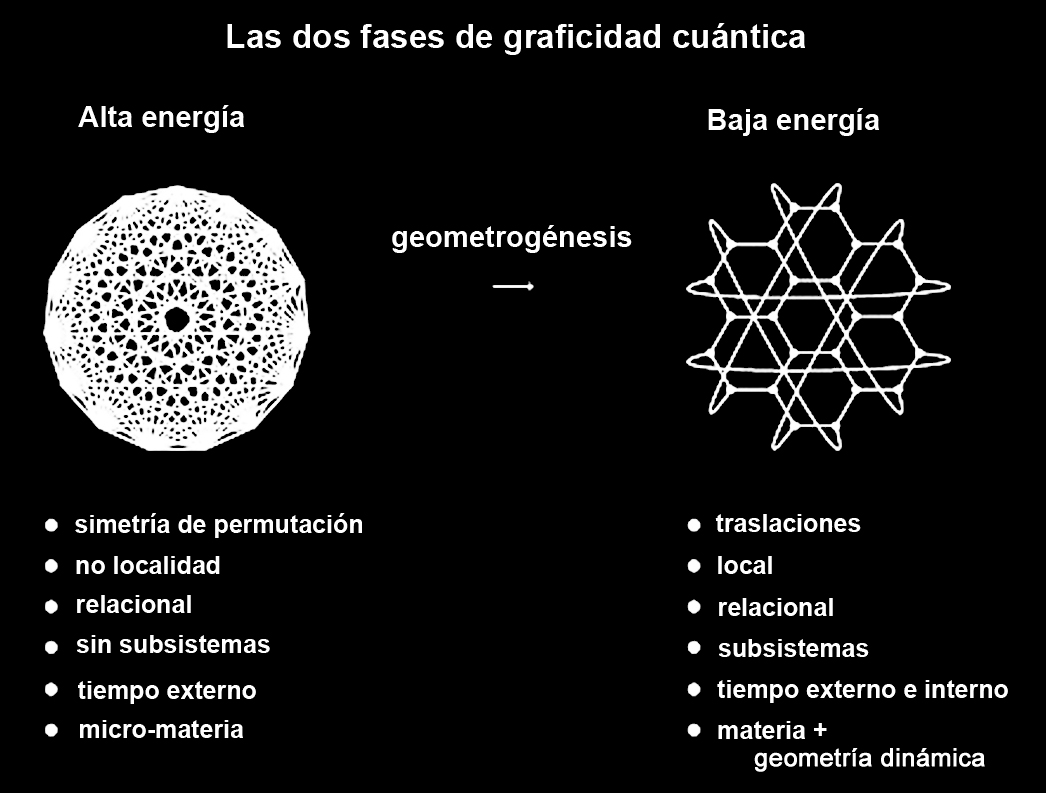
Propiedades en las dos fases de la graficidad cuántica: Fase I de Alta energía y Fase II de Baja energía

## Panorama general
La dinámica se puede representar ya sea mediante el uso de un formalismo hamiltoniano (expresiones que nos dan la energía total de un sistema) si los nodos son puntos en el espacio, o un formalismo lagrangiano si los nodos son eventos en el espacio-tiempo. La dinámica permite a los enlaces conectarse o desconectarse de forma aleatoria de acuerdo con la regla de probabilidad especificada.
En un principio cada nodo o vértice está conectado aleatoriamente con todos los demás mediante una arista. Si todos están conectados con todos entonces la noción de espacio desaparece al no poder hacerse un “apilamiento” de estos objetos. Esta fase pre-geométrica (Fase I) no dura mucho. Al producirse un enfriamiento de las condiciones se produce una transición de fase en la que algunos vértices se van desconectando de otros (Fase II), disminuyendo en cada uno de ellos el valor de su grado (su número de conexiones a otros vértices). Como resultado unos nodos terminan por estar “lejos” de otros, apareciendo la idea de distancia y por tanto de espacio. El espacio emerge como una red cristalina regular de nodos, que a gran escala proporciona el espacio suave que observamos. A este proceso lo denomina geometrogénesis.
```
En esencia el tiempo es “real” y lo que es emergente es el espacio. La hipótesis de la graficidad cuántica es que esta geometrogénesis modela la condensación del 
espacio-tiempo
 en el 
Big Bang
.
```

## Éxitos
De momento la capacidad de esta teoría de proporcionar una teoría cuántica de la gravedad es escasa, pues los resultados obtenidos hasta ahora son en ausencia de materia, pero alguna de sus predicciones son muy interesantes. Los cálculos en esta teoría se hacen usando simulaciones de Monte Carlo.
```
Como el Universo partiría de un estado en el que todo estaría conectado con todo, no haría falta una inflación para explicar la homogeneidad del fondo cósmico de microondas ya que, aunque sin conexión causal relativista, las distintas regiones del Universo ya “estarían de acuerdo” incluso antes de que se diera el 
Big Bang
. Según Markopoulou quizás sea posible contrastar esta predicción con las observaciones cosmológicas.
Los teóricos que trabajan en esta idea pretenden obtener otras soluciones en las que la materia se desacople del 
espacio-tiempo
 y de lugar a soluciones cosmológicas realistas o iguales a las que proporciona la 
relatividad general
.
```

Un argumento basado en graficidad cuántica combinada con el principio holográfico puede resolver el problema del horizonte y explicar la invariancia de escala observada de las fluctuaciones de la radiación de fondo cósmica sin la necesidad de la inflación cósmica.